# Fuji T-1
Fuji T-1 je bil prvo japonsko reaktivno šolsko vojaško letalo. Prvi let je bil januarja 1958. Skupaj je bilo zgrajeno 66 letal, ki so jih uporabljale Japonske letalske sile do upokojitve marca 2006. 
Verzija T-1A je uporabljala britanski turboreaktivni motor Bristol Siddeley Orpheus, verzija T-1B pa Ishikawajima-Harima J3

## Specifikacije(T-1A)
Podatki iz Jane's All The World's Aircraft 1965-66; Taylor 1965, p. 103
Splošne značilnosti
- Posadka: 2
- Dolžina: 12,12 m (39 ft 9 in)
- Razpon kril: 10,50 m (34 ft 5 in)
- Višina: 4,08 m (13 ft 5 in)
- Površina kril: 22,22 m2 (239,2 sq ft)
- Vitkost: 4,96:1
- Aeroprofil: K-561/K-569
- Teža praznega letala: 2.420 kg (5.335 lb)
- Bruto teža: 4.150 kg (9.149 lb) clean
- Maks. vzletna teža: 5.000 kg (11.023 lb) (z dodatnimi rezervoarji)
- Kapaciteta goriva: 1 400 L
- Pogon letala: 1 × Bristol Siddeley Orpheus Mk 805 turboreaktivni motor, 18 kN (4.000 lbf) potisk motorjev

Zmogljivost
- Maks. hitrost: 925 km/h (575 mph; 499 kn) na višini 6 100 m (20000 ft)
- Potovalna hitrost: 620 km/h (385 mph; 335 kn) na višini 9 150 m (30000 ft)
- Doseg: 1.300 km (808 mi; 702 nmi) (z notranjim gorivom)
- Največji doseg: 1.950 km (1.212 mi; 1.053 nmi)
- Višina leta: 14.400 m (47.244 ft)
- Hitrost vzpenjanja: 33 m/s (6.500 ft/min)

Oborožitev

- Strelno orožje: Možnost 1 × 12.7 mm M2 Browning-2 strojnice v nosu
- Pritrditvena mesta: 2 with provisions to carry combinations of:
  - Izstrelki: 2 × AIM-9 Sidewinder raketi zrak-zrak
  - Bombe: 2 × 340 kg bombi
  - Drugo: 2 × 455 L odvrgljiva rezervoarja